# Mario Amorós Quiles
Mario Amorós Quiles   (Alacant, 1973) és un periodista i historiador valencià d'esquerres, que ha escrit llibres d'investigació sobre Xile i l'Estat espanyol, així com les biografies de Víctor Jara, Salvador Allende, Pablo Neruda, Augusto Pinochet i Dolores Ibárruri.

## Trajectòria
Mario Amorós va viure els seus primers anys a Novelda. És llicenciat en Periodisme per la Universitat Complutense de Madrid. Després va obtenir una llicenciatura i un doctorat en Història (amb la qualificació d'excel·lent cum laude) per la Universitat de Barcelona. La seva tesi doctoral va ser una investigació dirigida per Miquel Izard sobre el sacerdot Antoni Llidó, desaparegut el 1974 a Xile a mans de la DINA.
El 2015 va donar a conèixer 11 cartes inèdites del poeta Miguel Hernández, escrites de presons franquistes estant entre 1939 i 1942, en un impactant reportatge publicat a la revista El Tiempo.

## Obra publicada
- 2001: Chile, la herida abierta (Paz con Dignidad y Ahimsa, Madrid, 2001)
- 2004: Después de la lluvia. Chile, la memoria herida (Cuarto Propio, Santiago de Chile, 2004)
- 2007: Antonio Llidó, un sacerdote revolucionario (PUV, València, 2007)
- 2008: La memoria rebelde. Testimonios sobre el exterminio del MIR: De Pisagua a Malloco (Ediciones Escaparate, Concepción, 2008)
- 2008: Compañero Presidente. Salvador Allende, una vida por la democracia y el socialismo (PUV, València, 2008)
- 2009: Novelda: La Transición en la memoria (Ayuntamiento de Novelda, Novelda, 2009)
- 2011: Conversaciones con Marga Sanz. Esquerra Unida, el valor de la alternativa (Institut d’Estudis Polítics, València, 2011)
- 2011: Argentina en el Archivo de IEPALA (IEPALA, Madrid, 2011)
- 2012: El hilo rojo. Memorias de dos familias obreras (PUV, València, 2012). Inclou un documental de 60 minuts codirigit amb Javier Couso.[6]
- 2012: Sombras sobre Isla Negra (Ediciones B, Santiago de Chile, 2012)
- 2013: Allende. La biografía (Ediciones B, Barcelona, 2013)
- 2014: Argentina contra Franco. El gran desafío a la impunidad de la dictadura (Akal, Madrid, 2014)
- 2014: 75 años después. Las claves de la Guerra Civil Española. Conversación con Ángel Viñas (Ediciones B, Barcelona, 2014)[7]
- 2014: Miguel Enríquez. Un nombre en las estrellas (Ediciones B, Santiago de Chile, 2014)
- 2015: El correo del exilio. Cartas a Radio España Independiente (1962-1964) (Fundación Domingo Malagón, Madrid, 2015)
- 2015: Neruda. El príncipe de los poetas (Ediciones B, Barcelona, 2015)[8]
- 2016: Una huella imborrable. Antonio Llidó, el sacerdote detenido-desaparecido (Pehuén, Santiago de Chile, 2016)[9]
- 2016: Una leyenda hecha guitarra. Eulogio Dávalos. Memorias (Ediciones B, Santiago de Chile, 2016)
- 2017: Conversación íntima con Karen (Ediciones Veintinueve del Diez, Santiago de Chile, 2017)
- 2018: Rapa Nui. Una herida en el océano (Ediciones B, Santiago de Chile, 2018)[10]
- 2019: Pinochet. Biografía militar y política (Ediciones B, Santiago de Chile, 2019)[11]
- 2020: Entre la araña y la flecha. La trama civil contra la Unidad Popular (Ediciones B, Santiago de Chile, 2020)
- 2021: ¡No pasarán! Biografía de Dolores Ibárruri, Pasionaria (Editorial Akal, Madrid, 2021)
- 2023: La vida es eterna. Biografía de Víctor Jara (Ediciones B, Santiago de Chile, 2023)[12]
- 2023: El único camino, seguido de las memorias inéditas de Amaya Ruiz Ibárruri (Editorial Akal, Madrid, 2023, 720 págs.). Autor de la edición más reciente del primer volumen de las memorias de Dolores Ibárruri (El único camino), las notas y un estudio introductorio de 150 páginas.
- 2023: Allende. Biografía política, semblanza humana. (Publicada por Capitán Swing en España y por Ediciones B en Chile)
- 2023: Allende, la biographie. Traducción de Allende. La biografía (2013) realizada por Luis Dapelo. (Ediciones L'Harmattan. París. 460 págs)
- 2024: Miguel Enríquez. Biografía de un revolucionario (Ediciones B, Santiago de Chile, 400 págs.) Quinta edición revisada y actualizada de la biografía de 2014.
- 2024: Antonio Llidó, un cura junto al pueblo. Cartas desde Chile (1969-1974) (Tiempo Robado editoras, 2024, 328 págs)
- 2025: Gladys Marín. Una vida revolucionaria (Ediciones B, Santiago de Chile, 2025, 517 págs)